# Acerodon
Acerodon är ett släkte i familjen flyghundar med fem arter som förekommer i Sydostasien.
Arterna är:
- Acerodon celebensis lever på Sulawesi och flera mindre öar i samma region, den listas av IUCN som livskraftig (LC).
- Acerodon humilis är bara känd från öarna Karakelong och Salebabu som tillhör Talaudöarna, den listas som starkt hotad (EN).
- Acerodon jubatus hittas på Filippinerna, den är likaså starkt hotad.
- Acerodon leucotis förekommer på Palawan och mindre öar norr om denna ö, arten listas som sårbar (VU).
- Acerodon mackloti lever på flera öar öster om Java (bland annat Timor), den listas likaså sårbar.

## Beskrivning
Arterna når en kroppslängd av 18 till 29 cm och saknar svans. Vikten för den minsta arten (A. mackloti) är 450 till 565 gram och den största arten (A. jubatus) väger 750 till 1150 gram. Acerodon jubatus når dessutom en vingspann av 1,5 till 1,7 meter. Pälsens färg kan vara brunaktig, svart eller orange med röda eller gula skuggor. Från släktet Pteropus skiljer sig arterna i tändernas konstruktion.
Individerna vilar i höga träd och flyger varje natt 10 till 15 km för att leta efter föda. De äter fikon och andra frukter. Vid flyget före födosöket bildar de vanligen små grupper men dominanta individer ogillar artfränder i samma träd.
Honor blir troligen efter två år könsmogna och föder ett ungdjur per kull.
Dessa flyghundar hotas av skogsavverkningar och dessutom jagas de ibland av människor.